# Шитнянська сільська рада
Шитнянська сільська рада — колишня адміністративно-територіальна одиниця та орган місцевого самоврядування у Ярунському районі Волинської округи, Київської та Житомирської областей Української РСР з адміністративним центром у селі Шитня.

## Населені пункти
Сільській раді на час ліквідації були підпорядковані населені пункти:
- с. Шитня.

## Історія та адміністративний устрій
Створена 27 жовтня 1926 року як польська національна сільська рада, в с. Шитня Повчинської сільської ради Ярунського району Волинської округи.
Ліквідована не пізніше 1939 року.